# Berlin-Tiergarten
Tiergarten is een stadsdeel in district Mitte van Berlijn en is in 2001 ontstaan na opdeling van het toenmalige stadsdistrict Tiergarten in Moabit, Hansaviertel en Tiergarten. Het stadsdeel telt ongeveer 16.000 inwoners.
Een groot deel van het huidige stadsdeel bestaat uit het park Großer Tiergarten. De buurt Tiergartenviertel staat bekend om de vele overheidsgebouwen en ambassades.
Gesundbrunnen ·
Hansaviertel ·
Mitte ·
Moabit ·
Tiergarten ·
Wedding